# بایران (مینه‌سوتا)
بایران، مینه‌سوتا (به انگلیسی: Byron, Minnesota) یک شهر در ایالات متحده آمریکا است که در مینه‌سوتا واقع شده‌است.

## خصوصیات
بایران ۷٫۵۴ کیلومترمربع مساحت و ۴٬۹۱۴ نفر جمعیت دارد و ۳۸۳ متر بالاتر از سطح دریا واقع شده‌است.